# (1693) Hertzsprung
(1693) Hertzsprung ist ein Asteroid des Hauptgürtels, der am 5. Mai 1935 vom niederländischen Astronomen Hendrik van Gent in Johannesburg entdeckt wurde. 
Die Benennung des Asteroiden erfolgte zu Ehren des dänischen Astronomen Ejnar Hertzsprung.